# Грибы
Грибы́ (лат. Fungi или Mycota) — царство живой природы, объединяющее эукариотические организмы, сочетающие в себе некоторые признаки как растений, так и животных. Грибы изучает наука микология, которая считается разделом ботаники, поскольку ранее грибы относили к царству растений.
Понятие о грибах как об отдельном царстве сформировалось в науке к 1960-м годам, хотя выделить это царство предлагал ещё Э. Фрис в 1831 году, а Карл Линней высказывал сомнения, размещая грибы в царстве растений в своей «Системе природы». Во второй половине XX века окончательно сформировалось и представление о полифилетизме грибов. К концу XX века были накоплены данные по генетике, цитологии и биохимии, позволившие разделить эту группу организмов на несколько не родственных между собой ветвей и распределить их между различными царствами, оставив в царстве «настоящих», или собственно грибов, только одну из них. Таким образом, к началу XXI века научный термин «грибы» стал неоднозначным.
В узком смысле, с точки зрения биологической систематики, грибы — таксон, одно из царств живой природы. В старом же, более широком смысле, термин потерял значение таксона и обозначает эколого-трофическую группу, объединяющую гетеротрофных эукариот с осмотрофным типом питания. Такие организмы по традиции продолжает изучать микология.
Весьма велико биологическое и экологическое разнообразие грибов. Это одна из наибольших и разнообразнейших групп живых организмов, ставшая неотъемлемой частью всех водных и наземных экосистем. В соответствии с современными оценками, на Земле существует от 100 до 250 тысяч, а по некоторым оценкам до 1,5 миллионов видов грибов. По состоянию на 2008 год в царстве Fungi описано 36 классов, 140 порядков, 560 семейств, 8283 употребляемых родовых названий и 5101 родовой синоним, 97 861 вид.
Роль грибов в природе и в хозяйстве человека трудно переоценить. Грибы присутствуют во всех экологических нишах — в воде и на суше, в почве и на всевозможных иных субстратах. Являясь редуцентами, они играют важную роль в экологии всей биосферы, разлагая всевозможные органические материалы и способствуя образованию плодородных почв. Велика роль грибов как участников взаимовыгодных симбиотических (мутуалистических) сообществ. Известны симбиотические отношения грибов с высшими растениями (микориза), с водорослями и цианобактериями (лишайники), с насекомыми, представители порядка неокаллимастиговых — обязательный компонент пищеварительной системы жвачных и некоторых других травоядных млекопитающих, они играют важную роль в переваривании растительной пищи.
Многие виды грибов активно используются человеком в пищевых, хозяйственных и медицинских целях. Блюда из съедобных грибов традиционно входят в национальные кухни многих народов мира. Во многих странах развито промышленное выращивание съедобных грибов, производство материалов для грибоводов-любителей. Микроскопические грибы используются в пищевой промышленности для приготовления напитков способом брожения, ферментации различных пищевых продуктов. Грибы — один из важнейших объектов биотехнологии, применяемых для производства антибиотиков и других лекарственных средств, некоторых химических веществ, используемых в пищевой промышленности и в технических целях.
С другой стороны, грибы могут наносить и значительный вред. Фитопатогенные грибы, в ненарушенных природных экосистемах обычно не наносящие вреда, могут вызывать эпифитотии в сельскохозяйственных посадках (агроценозах), древесных насаждениях и в лесах, где ведётся хозяйственная деятельность. У животных и человека грибы вызывают кожные заболевания (дерматомикозы), а иногда и поражения внутренних органов (глубокие микозы). Очень опасны и могут приводить к смертельному исходу отравления ядовитыми грибами, а также микотоксикозы — отравления пищевыми продуктами, заражёнными токсинами микроскопических грибов. Значительный ущерб причиняет вызываемая грибами порча различных продуктов и материалов (биокоррозия).
Существуют также галлюциногенные грибы, содержащие в своём составе псилоцин и псилоцибин.

## Этимология
Этимологию русского обиходного понятия и иноязычных аналогов см. в статье Гриб.
Международное название царства Fungi представляет собой множественное число от латинского слова fungus, известного из классической латыни и употреблявшегося Горацием и Плинием. Оно заимствовано из др.-греч. σπόγγος «губка». Из латыни слово, в свою очередь, заимствовано современным английским языком (англ. fungus [ˈfʌŋɡəs], множ. ч. fungi [ˈfʌndʒaɪ] или [ˈfʌŋɡaɪ]); также к нему восходят слова современных романских языков, например, итал. и порт. fungo, исп. hongo.
Употребляющийся также синоним Mycota образован в новое время (новолатинский термин) от др.-греч. μύκης.

## Характеристика

### Царство грибов и грибоподобные организмы
Примерно до 1970—1980-х годов грибы считались отделом царства растений и характеризовались как низшие растения, не имеющие хлорофилла и питающиеся гетеротрофно. В методологии современной биологической науки существуют несколько критериев, позволяющих выделять определённые группы организмов, основные из таких критериев — филогенетический, структурно-морфологический и эколого-трофический. Грибы в старом научном понимании (бесхлорофилльные низшие растения) представляли собой очень разнородную группу организмов, выделить среди них по филогенетическому критерию единую кладу — царство настоящих грибов — удалось только с появлением и развитием молекулярной филогенетики и геносистематики. По третьему критерию современная наука разделяет весь живой мир на три крупные эколого-трофические группы, или экоморфы — растения, животные и грибы, не совпадающие с одноимёнными таксономическими группами (царствами). В эколого-трофическую группу грибов входит царство настоящих грибов и исключённые из этого царства таксоны, которые получили название «грибоподобные организмы», «псевдогрибы» или «микоиды». К ним относятся грибоподобные представители, относимые к группе хромистов (Chromista) или страменопил (Straminopila):
- Оомицеты (Oomycota) — имеют хорошо развитый синцитий, клеточная стенка содержит целлюлозу, бесполое размножение двужгутиковыми (гладкий и перистый) зооспорами и конидиями, полового спороношения нет, половой процесс — оогамия, паразиты и сапрофиты;
- Лабиринтулы (Labyrinthulomycota);
- Гифохитриевые (Hyphochytriomycota).

Существуют также так называемые грибоподобные протисты (Protista):
- Миксомицеты (Myxomycota);
- Плазмодиофоровые (Plasmodiophoromycota).

Грибоподобные протисты не относятся ни к царству, ни к экоморфе грибов, поскольку отличаются способом питания. Для них характерно как осмотрофное питание (всасывание через клеточную мембрану), так и эндоцитоз — захват клетками пузырьков, содержащих питательный материал. Эти организмы рассматриваются вместе с грибами только благодаря исторической традиции. Всю группу организмов, называемых грибами в самом широком смысле, можно охарактеризовать фразой английского миколога Д. Хоуксворта (D. Hawksworth, 1990): «это организмы, которых изучают микологи».
Место грибов и грибоподобных организмов в системе живого мира

(по системе, принятой на сайтах «Энциклопедия жизни», «Каталог жизни»)

| Отдел Bigyra            | \| Класс Лабиринтуломицеты \| 2 или 3 порядка \| \| \| 2 или 3 порядка \| \| Другие Bigyra \| (-) \| \| \| (-) \| |
|                         | \| Класс Лабиринтуломицеты \| 2 или 3 порядка \| \| \| 2 или 3 порядка \| \| Другие Bigyra \| (-) \| \| \| (-) \| |
| Отдел Гифохитриомикота  | 1 класс, 1 порядок, 3 семейства                                                                                   |
|                         | 1 класс, 1 порядок, 3 семейства                                                                                   |
| Отдел Оомикота          | 1 класс, 10 порядков                                                                                              |
|                         | 1 класс, 10 порядков                                                                                              |
| Другие хромисты         | (-) |
|                         | (-) |
| Класс Лабиринтуломицеты | 2 или 3 порядка                                                                                                   |
|                         | 2 или 3 порядка                                                                                                   |
| Другие Bigyra           | (-) |
|                         | (-) |

| Класс Лабиринтуломицеты | 2 или 3 порядка |
|                         | 2 или 3 порядка |
| Другие Bigyra           | (-)             |
|                         | (-)             |

| Тип Choanozoa     | 1 класс, 2 отряда |
|                   | 1 класс, 2 отряда |
| Тип Церкозои      | \| Класс Phytomyxea \| 1 отряд, 2 семейства \| \| \| 1 отряд, 2 семейства \| \| Другие церкозои \| (-) \| \| \| (-) \| |
|                   | \| Класс Phytomyxea \| 1 отряд, 2 семейства \| \| \| 1 отряд, 2 семейства \| \| Другие церкозои \| (-) \| \| \| (-) \| |
| Тип Mycetozoa     | 3 класса, 7 отрядов |
|                   | 3 класса, 7 отрядов |
| Другие простейшие | (-) |
|                   | (-) |
| Класс Phytomyxea  | 1 отряд, 2 семейства                                                                                                   |
|                   | 1 отряд, 2 семейства                                                                                                   |
| Другие церкозои   | (-) |
|                   | (-) |

| Класс Phytomyxea | 1 отряд, 2 семейства |
|                  | 1 отряд, 2 семейства |
| Другие церкозои  | (-)                  |
|                  | (-)                  |

| Отдел Bigyra            | \| Класс Лабиринтуломицеты \| 2 или 3 порядка \| \| \| 2 или 3 порядка \| \| Другие Bigyra \| (-) \| \| \| (-) \| |
|                         | \| Класс Лабиринтуломицеты \| 2 или 3 порядка \| \| \| 2 или 3 порядка \| \| Другие Bigyra \| (-) \| \| \| (-) \| |
| Отдел Гифохитриомикота  | 1 класс, 1 порядок, 3 семейства                                                                                   |
|                         | 1 класс, 1 порядок, 3 семейства                                                                                   |
| Отдел Оомикота          | 1 класс, 10 порядков                                                                                              |
|                         | 1 класс, 10 порядков                                                                                              |
| Другие хромисты         | (-) |
|                         | (-) |
| Класс Лабиринтуломицеты | 2 или 3 порядка                                                                                                   |
|                         | 2 или 3 порядка                                                                                                   |
| Другие Bigyra           | (-) |
|                         | (-) |

| Класс Лабиринтуломицеты | 2 или 3 порядка |
|                         | 2 или 3 порядка |
| Другие Bigyra           | (-)             |
|                         | (-)             |

| Тип Choanozoa     | 1 класс, 2 отряда |
|                   | 1 класс, 2 отряда |
| Тип Церкозои      | \| Класс Phytomyxea \| 1 отряд, 2 семейства \| \| \| 1 отряд, 2 семейства \| \| Другие церкозои \| (-) \| \| \| (-) \| |
|                   | \| Класс Phytomyxea \| 1 отряд, 2 семейства \| \| \| 1 отряд, 2 семейства \| \| Другие церкозои \| (-) \| \| \| (-) \| |
| Тип Mycetozoa     | 3 класса, 7 отрядов |
|                   | 3 класса, 7 отрядов |
| Другие простейшие | (-) |
|                   | (-) |
| Класс Phytomyxea  | 1 отряд, 2 семейства                                                                                                   |
|                   | 1 отряд, 2 семейства                                                                                                   |
| Другие церкозои   | (-) |
|                   | (-) |

| Класс Phytomyxea | 1 отряд, 2 семейства |
|                  | 1 отряд, 2 семейства |
| Другие церкозои  | (-)                  |
|                  | (-)                  |

| Отдел Bigyra            | \| Класс Лабиринтуломицеты \| 2 или 3 порядка \| \| \| 2 или 3 порядка \| \| Другие Bigyra \| (-) \| \| \| (-) \| |
|                         | \| Класс Лабиринтуломицеты \| 2 или 3 порядка \| \| \| 2 или 3 порядка \| \| Другие Bigyra \| (-) \| \| \| (-) \| |
| Отдел Гифохитриомикота  | 1 класс, 1 порядок, 3 семейства                                                                                   |
|                         | 1 класс, 1 порядок, 3 семейства                                                                                   |
| Отдел Оомикота          | 1 класс, 10 порядков                                                                                              |
|                         | 1 класс, 10 порядков                                                                                              |
| Другие хромисты         | (-) |
|                         | (-) |
| Класс Лабиринтуломицеты | 2 или 3 порядка                                                                                                   |
|                         | 2 или 3 порядка                                                                                                   |
| Другие Bigyra           | (-) |
|                         | (-) |

| Класс Лабиринтуломицеты | 2 или 3 порядка |
|                         | 2 или 3 порядка |
| Другие Bigyra           | (-)             |
|                         | (-)             |

| Тип Choanozoa     | 1 класс, 2 отряда |
|                   | 1 класс, 2 отряда |
| Тип Церкозои      | \| Класс Phytomyxea \| 1 отряд, 2 семейства \| \| \| 1 отряд, 2 семейства \| \| Другие церкозои \| (-) \| \| \| (-) \| |
|                   | \| Класс Phytomyxea \| 1 отряд, 2 семейства \| \| \| 1 отряд, 2 семейства \| \| Другие церкозои \| (-) \| \| \| (-) \| |
| Тип Mycetozoa     | 3 класса, 7 отрядов |
|                   | 3 класса, 7 отрядов |
| Другие простейшие | (-) |
|                   | (-) |
| Класс Phytomyxea  | 1 отряд, 2 семейства                                                                                                   |
|                   | 1 отряд, 2 семейства                                                                                                   |
| Другие церкозои   | (-) |
|                   | (-) |

| Класс Phytomyxea | 1 отряд, 2 семейства |
|                  | 1 отряд, 2 семейства |
| Другие церкозои  | (-)                  |
|                  | (-)                  |

| Отдел Bigyra            | \| Класс Лабиринтуломицеты \| 2 или 3 порядка \| \| \| 2 или 3 порядка \| \| Другие Bigyra \| (-) \| \| \| (-) \| |
|                         | \| Класс Лабиринтуломицеты \| 2 или 3 порядка \| \| \| 2 или 3 порядка \| \| Другие Bigyra \| (-) \| \| \| (-) \| |
| Отдел Гифохитриомикота  | 1 класс, 1 порядок, 3 семейства                                                                                   |
|                         | 1 класс, 1 порядок, 3 семейства                                                                                   |
| Отдел Оомикота          | 1 класс, 10 порядков                                                                                              |
|                         | 1 класс, 10 порядков                                                                                              |
| Другие хромисты         | (-) |
|                         | (-) |
| Класс Лабиринтуломицеты | 2 или 3 порядка                                                                                                   |
|                         | 2 или 3 порядка                                                                                                   |
| Другие Bigyra           | (-) |
|                         | (-) |

| Класс Лабиринтуломицеты | 2 или 3 порядка |
|                         | 2 или 3 порядка |
| Другие Bigyra           | (-)             |
|                         | (-)             |

| Тип Choanozoa     | 1 класс, 2 отряда |
|                   | 1 класс, 2 отряда |
| Тип Церкозои      | \| Класс Phytomyxea \| 1 отряд, 2 семейства \| \| \| 1 отряд, 2 семейства \| \| Другие церкозои \| (-) \| \| \| (-) \| |
|                   | \| Класс Phytomyxea \| 1 отряд, 2 семейства \| \| \| 1 отряд, 2 семейства \| \| Другие церкозои \| (-) \| \| \| (-) \| |
| Тип Mycetozoa     | 3 класса, 7 отрядов |
|                   | 3 класса, 7 отрядов |
| Другие простейшие | (-) |
|                   | (-) |
| Класс Phytomyxea  | 1 отряд, 2 семейства                                                                                                   |
|                   | 1 отряд, 2 семейства                                                                                                   |
| Другие церкозои   | (-) |
|                   | (-) |

| Класс Phytomyxea | 1 отряд, 2 семейства |
|                  | 1 отряд, 2 семейства |
| Другие церкозои  | (-)                  |
|                  | (-)                  |

### Эколого-трофическая группа грибов
Определение экоморфе грибов дал американский эколог Р. Уиттекер, согласно которому грибы — это гетеротрофные эукариотические организмы, обладающие исключительно осмотрофным, то есть всасывающим, типом питания. Такой способ питания обусловливает характерные особенности морфологии и физиологии грибов.
1. Вегетативное тело их чаще всего представляет собой мицелий или одноклеточный таллом, полностью погружённый в субстрат — это обеспечивает максимально эффективное извлечение питательных веществ всей поверхностью тела, многократно разветвлённые гифы мицелиальных грибов стремятся пронизать весь доступный субстрат.
2. Погружённость таллома вызывает трудности с распространением спор, поэтому спороносящие органы у большинства грибов выносятся над поверхностью субстрата, часто с образованием сложно устроенных структур — плодовых тел.
3. Субстрат часто содержит питательные вещества в виде биополимеров (полисахаридов, белков), непригодных для непосредственного всасывания через клеточные оболочки. Поэтому грибы выделяют в окружающую среду ферменты — гидролазы, или деполимеразы, выполняющие функцию пищеварительных ферментов.
4. Для всасывания воды с питательными веществами из окружающей среды клетки грибов создают значительно более высокое тургорное давление, чем клетки других эукариот[11][12].

### Царство настоящих грибов
Царство характеризуется сложным комплексом признаков морфологии, биохимии, физиологии, клеточных ультраструктур, строения и организации генома. Отдельные признаки могут быть общими у грибов и представителей других царств (и крупных таксонов протистов, которые не всеми исследователями рассматриваются в ранге царства), поэтому целиком охарактеризовать данное царство можно только всем комплексом.

#### Особенности генома
Грибы являются типичными эукариотами, тем не менее, размер генома у них значительно меньше, чем у подавляющего большинства остальных эукариот и приближается по этому признаку к прокариотному геному. Содержание повторяющихся последовательностей ДНК также ниже, чем в среднем у животных и растений. Подробнее см. раздел #Генетика и наследственность.

#### Морфология и жизненные формы
Вегетативное тело грибов — ризомицелий, неклеточный или клеточный мицелий — неподвижно, закреплено в субстрате и обладает неограниченным ростом, что характерно также и для растений и отличает оба эти царства от животных. Подвижные жизненные формы (жгутиковые клетки) характерны только для хитридиомицетов, бластокладиевых и неокаллимастиговых и отсутствуют у других отделов грибов. На основании этого признака некоторые исследователи в 1990-х годах относили хитридиомицетов к хромистам, но тогда же было показано, что по остальным признакам отнесение их к грибам вполне правомерно.

#### Цитология
- Средний диаметр грибной клетки составляет 10-100 мкм[14]. Паразитические дрожжеподобные грибы обычно представляют собой неподвижные клетки овальной формы диаметром 2-10 мкм[15].
- Для растений и животных характерны одноядерные клетки, у грибов же в одной клетке или неклеточном талломе может быть одно, два (дикарион) или много ядер.
- Формирование новых клеток (цитокинез) происходит в мицелии грибов независимо от деления ядер (кариокинеза), это обусловливает возможность формирования многоядерных клеток. Рост клеток апикальный, то есть происходит только на концах гиф. Этим гиф отличается, например, от нитчатых водорослей, у которых деление клетки может происходить не только на конце нити.
- Митоз «закрытого» типа, при котором ядерная оболочка сохраняется до расхождения двух наборов хромосом. Закрытый митоз известен также у красных водорослей, некоторых окрашенных жгутиконосцев и части зелёных водорослей.
- Перегородки между соседними клетками гифы (септы) имеют поры, через которые может перетекать протопласт; ядра перемещаются между клетками в обход септы при помощи специальных механизмов. Кроме высших грибов, пористые септы встречаются у красных водорослей (Florideophyceae).
- Грибы имеют клеточную стенку — это признак, общий для них и растений, но не обнаруживаемый у животных.
- Центральная вакуоль у грибов и животных формируется только при старении клетки, в отличие от растений, у которых она имеется в фазе метаболической активности. Образование вакуоли происходит за счёт автолиза содержимого, что также характерно для животных, но не для растений.
- Кристы (складки внутренней мембраны) митохондрий у грибов пластинчатой формы, у грибоподобных хромистов — трубчатые.

#### Метаболизм
- Конечный продукт метаболизма азота — мочевина, как и у животных. У растений такими продуктами являются аспарагин и глутамин.
- В природе существует два пути биосинтеза аминокислоты лизина, промежуточными метаболитами в которых являются α-аминоадипиновая кислота и диаминопимелиновая кислота. Для настоящих грибов, эвгленовых водорослей, миксомицетов характерен первый путь — через α-аминоадипиновую кислоту, второй путь осуществляется у оомицетов, большинства водорослей и у высших растений; для животных лизин является незаменимой аминокислотой.
- Структурные углеводы клеточных стенок у грибов — хитин, маннан и хитозан, этим они отличаются от растений, хромистов и миксомицетов, у которых основной структурный углевод — целлюлоза.
- Синтез меланина у грибов и животных происходит в живых клетках, у растений — образуется после отмирания.
- Запасной углевод грибов — гликоген, у оомицетов и других хромистов — ламинарин.

#### Физиология
По типу питания и способу получения энергии грибы относятся к осмотрофным гетеротрофам. Осмотрофами являются и растения, всасывающие таким же способом воду и минеральные вещества, но гетеротрофия у них встречается только у отдельных представителей и жизненных форм (например, паразиты и симбиотрофы, утратившие хлорофилл, подземные гаметофиты некоторых папоротниковидных).

#### Факты
Профессор Университета Хоккайдо Тосиюки Накагаки в 2000 году в журнале Nature опубликовал результаты эксперимента, которые свидетельствуют, что мицелий (грибница) умеет собирать и систематизировать информацию об окружающей среде, понимает своё местоположение в пространстве и передаёт эту информацию своим потомкам — частям грибниц, которые были отделены от материнской грибницы.

## Отличительные признаки
Долгое время грибы относили к растениям, с которыми их сближает способность к неограниченному росту, наличие клеточной стенки, адсорбтивное питание, для чего у них есть очень большая внешняя поверхность (а не фагоцитоз и пиноцитоз), и неспособность к передвижению. Но из-за отсутствия хлорофилла грибы лишены присущей растениям способности к фотосинтезу и обладают характерным для животных гетеротрофным типом питания, откладывают гликоген, а не крахмал в качестве запасающего вещества, основой клеточной стенки является хитин, а не целлюлоза (кроме оомицетов), используют в обмене мочевину — всё это сближает их с животными. И от животных, и от растений их отличает наличие у многих групп дикарионной фазы и перфораций в межклеточной перегородке.
В результате грибы были признаны отдельным самостоятельным царством, хотя они имеют полифилетическое происхождение от различных жгутиковых и безжгутиковых одноклеточных организмов. Последние дали зигомицетов, от которых выводят высшие грибы. Оомицеты произошли, возможно, от разножгутиковых водорослей. Формы, близкие современным, появились уже очень давно; споры, похожие на споры сапролегниевых, имеют возраст 185 млн лет.

## Строение
У множества клеток грибов имеется клеточная стенка, отсутствует она лишь у зооспор и вегетативных клеток некоторых примитивных грибов. На 80—90 % она состоит из азотистых и безазотистых полисахаридов, у большинства основным полисахаридом является хитин, у оомицетов — целлюлоза. Также в состав клеточной стенки входят белки, липиды и полифосфаты. Внутри находится протопласт, окружённый цитоплазматической мембраной. Протопласт имеет строение, типичное для эукариот. Есть запасающие вакуоли, содержащие волютин, липиды, гликоген, жирные кислоты (в основном ненасыщенные) и другие вещества. Ядер одно или несколько. У различных групп преобладают различные стадии по плоидности.
Основа тела грибов — мицелий (грибница) — система тонких ветвящихся нитей — гиф. Грибница обычно имеет большую общую поверхность, так как через неё осмотическим путём всасывается пища. У низших грибов мицелий не имеет клеточных перегородок, то есть является синцитием. Гифы растут апикально и обильно ветвятся. При образовании органов спороношения, а иногда и вегетативных структур плотно переплетаются, образуя ложную ткань плектенхиму, иногда она может дифференцироваться на слои с различными функциями, обычно напоминает паренхиму, но в отличие от неё образуется не делением клеток, а переплетением гиф. Параллельное сплетение гиф образует мицелиальные тяжи, иногда достигающие больших размеров и называемые тогда ризоморфами (опёнок, домовый гриб). Особые видоизменения мицелия, служащие для перенесения тяжёлых условий, называются склероциями, из них развивается новый мицелий или органы плодоношения.

## Генетика и наследственность

### Геном
Геном грибов, как и у всех эукариот, состоит из ядерных и митохондриальных ДНК-содержащих структур. Кроме того, к элементам, отвечающим за наследственность, относят плазмиды и вирусы.
По размеру и строению ядерного генома настоящие грибы занимают как бы промежуточное положение между прокариотами и остальными эукариотами, в среднем размер генома грибов на 2 порядка меньше, чем у высших растений. Число хромосом колеблется от 2 до 28, у большинства видов — от 10 до 12. Размер хромосом у грибов также значительно меньше, чем у других эукариот. Так, у дрожжей Saccharomyces cerevisiae имеется 15 хромосом, но каждая из них примерно в 5 раз меньше, чем «хромосома» бактерии Escherichia coli и всего в 4 раза превышает размер ДНК бактериофагов группы T. Количество ДНК на гаплоидный геном составляет от 0,015 пг (у Saccharomyces cerevisiae) до 8,3 пг (у зигомицетов рода Entomophaga), то есть колеблется более, чем в 500 раз (у высших растений разница в содержании ДНК составляет менее 100 раз). По числу нуклеотидных пар (н. п.) наименьший геном (9,7 млн н. п.) имеет Eremothecium gossypii, поражающий хлопчатник. Среди эукариот меньший размер генома известен только у некоторых водорослей, не живущих свободно, а являющихся эндосимбионтами. Для базидиомицетов характерные размеры генома составляют от 0,023 пг (или 21 млн н. п.) у вёшенки обыкновенной (Pleurotus ostreatus) до 0,1 пг (90 млн н. п.) у плютея оленьего (Pluteus cervinus).
Характерной особенностью, обнаруженной у некоторых видов грибов, является наличие мелких, так называемых B-хромосом. В отличие от «нормальных» хромосом, число их непостоянно и может быть различным у штаммов одного и того же вида. Наличие B-хромосом не обязательно для обеспечения жизнедеятельности клетки, но они выполняют функцию адаптации к внешним условиям. Например, у фитопатогенных видов эти хромосомы контролируют факторы вирулентности и штаммы, лишённые их, способны только к сапротрофному питанию.
Промежуточное положение между бактериями и высшими эукариотами грибы занимают и по структуре ядерного генома. Для эукариот характерно наличие множества повторяющихся последовательностей ДНК, на долю которых приходится 10—50 и более процентов от всего генома, что отчасти и обусловливает большой размер эукариотического генома. У бактерий повторяющиеся последовательности почти отсутствуют, а у грибов составляют обычно 10—15 % генома. Известны лишь единичные исключения, например, зигомицет Phycomyces blakesleeanus, у которого геном состоит на 45 % из повторяющихся последовательностей. Грибоподобные организмы, не относящиеся к царству настоящих грибов, по размерам повторяющихся последовательностей сходны с высшими эукариотами (у оомицетов повторы составляют 15—65 %).
Структура грибных генов аналогична таковой у других эукариот — гены состоят из экзонов (участков, кодирующих аминокислотные последовательности белков) и интронов (некодирующих участков, вырезаемых из гена перед трансляцией), интроны однако у грибов также отличаются меньшими размерами. Средняя длина их составляет 85 н. п., а размах значений длины — от 36 до 250 н. п. Благодаря такой структуре генома и самих генов, у грибов больший процент ДНК (по сравнению с высшими эукариотами) участвует в кодировании белков.
Митохондриальный геном грибов представлен кольцевыми молекулами мтДНК, размер которых варьирует от приблизительно 20 000 н. п. до более, чем 100 000 н. п. Эта ДНК содержит как некодирующие участки, так и гены, кодирующие рибосомные (рРНК) и транспортные (тРНК) рибонуклеиновые кислоты, а также такие ферменты, как цитохромоксидазы, АТФазы, являющиеся необходимыми компонентами дыхательной цепи. Организмом с хорошо изученным митохондриальным геномом являются дрожжи Saccharomyces cerevisiae. У них имеется 20—70 молекул мтДНК, упакованных в один или несколько нуклеоидов, что составляет 5—30 % от всего генома. Размер мтДНК у этих дрожжей составляет 85 779 н. п., она содержит значительную долю некодирующих участков, 2 гена рРНК, 25 генов тРНК и 26 генов, кодирующих ферменты окислительного фосфорилирования. Мутации в митохондриальных генах часто оказываются летальными (см. также Летальные гены) или приводят к снижению скорости роста, дыхательной активности грибов.
Плазмиды у эукариот наиболее характерны для царства грибов. Предполагают, что наличие их связано со спецификой физиологии и среды обитания грибов и даёт им преимущества в прорастании и распространении.
Грибные плазмиды могут находиться в ядре, митохондриях или в цитоплазме и представляют собой линейные или кольцевые молекулы ДНК. Большинство плазмид принадлежат митохондриям, и обычно их наличие не проявляется в фенотипе, однако известны плазмиды, связанные с патогенностью штаммов, так называемые killer-плазмиды и плазмиды, вызывающие старение колонии. Killer-плазмиды отвечают за синтез определённых токсинов и одновременно за устойчивость к этим токсинам, то есть клетки, имеющие такие плазмиды, убивают клетки, не имеющие их.
Плазмиды грибов разделяют на три класса в зависимости от структуры молекулы и наличия гомологии с мтДНК:
1. линейные, не имеющие гомологичных последовательностей с митохондриальным геномом;
2. циклические, не имеющие гомологий с мтДНК — могут вызывать синдром старения;
3. циклические, имеющие гомологии с мтДНК — вызывают синдром старения.

Плазмиды могут передаваться через анастомозы мицелия (горизонтально) и через конидии (вертикально), также могут являться не видоспецифичными, что делает их идеальными для использования в качестве векторов переноса в генетической инженерии.
Вирусы грибов содержат двухцепочечную молекулу РНК и вызывают различные симптомы: снижение или повышение вирулентности у патогенных видов, дегенерацию мицелия и плодовых тел, изменение окраски, подавление спороношения. Некапсидированные, то есть не покрытые белковыми оболочками (см. Капсид) вирусные РНК передаются через анастомозы независимо от митохондрий. Вирусные заболевания могут наносить ущерб грибоводческим предприятиям, например, вызывают побурение плодовых тел шампиньона, изменение окраски у зимнего опёнка, что снижает его коммерческую ценность. Вирусы, вызывающие гиповирулентность грибов-патогенов, могут использоваться для контроля над заболеваниями растений.

### Особенности деления ядра
Митоз и мейоз у грибов отличаются рядом специфических особенностей. У большинства видов грибов деление ядра происходит по закрытому типу, то есть с сохранением ядерной оболочки. Центриоли имеются лишь у псевдогрибов и некоторых грибов, имеющих жгутиковые стадии, у остальных видов веретено деления формируется более просто устроенными белковыми структурами — полярными тельцами веретена (ПТВ). Фазы митоза чередуются быстро, а хромосомы имеют небольшие размеры; в сочетании эти факторы затрудняют микроскопическое исследование, поэтому ранее считалось, что деление ядер у грибов происходит амитотически. Телофаза митоза происходит несинхронно, в результате чего могут образовываться гетероплоидные дочерние ядра, то есть содержащие неравное число хромосом. Чаще всего при гетероплоидии наблюдается различное число B-хромосом. Митоз и образование новых клеток (цитокинез) у мицелиальных (не дрожжевых) грибов происходят независимо друг от друга — ядра перемещаются в дочернюю клетку уже после отделения её перегородкой (септой) от материнской (у грибов с неклеточным мицелием цитокинез вообще наблюдается редко, при регенерации повреждённых участков и при образовании репродуктивных органов).

### Рекомбинации
Рекомбинация генетического материала у грибов может происходить не только в мейозе, но и в митозе.
При мейотической, или половой рекомбинации у высших грибов диплоидное (зиготическое) ядро без периода покоя делится редукционно с образованием тетрады — четырёх гаплоидных ядер, после чего может произойти ещё одно (митотическое) деление и образуется октада. Затем ядра тетрады или октады отделяются оболочками и образуют мейоспоры. Исследования фенотипа непосредственных продуктов мейоза называют тетрадным анализом. Этот метод позволяет определить истинное расщепление признаков, а не статистически достоверное, как в «обычных» генетических экспериментах, подобных опытам Г. Менделя (см. также Законы Менделя). Тетрадный анализ широко применяется на модельных аскомицетах, у которых споры в асках располагаются в строгом порядке, обусловленном постоянной ориентацией веретена деления при мейозе и последующем митозе (упорядоченные тетрады). Применение тетрадного анализа позволяет получить ценную информацию о сцеплении генов, механизме рекомбинации (наличии кроссинговеров) и др.
Митотическая рекомбинация происходит путём слияния гаплоидных ядер в многоядерных вегетативных клетках, при слиянии генетически разнородных ядер образуется гетерозиготный диплоид. В природных условиях вероятность образования такой гетерозиготы высока, поскольку мицелий вырастает из множества генетически неоднородных спор. Впоследствии при митотическом делении такого ядра происходит рекомбинация. Впервые это явление наблюдалось в 1952 году английским микологом Дж. Ропером, а итальянский генетик Г. Понтекорво назвал его парасексуальным (псевдополовым) процессом (или циклом). Особое значение парасексуальный процесс имеет для «несовершенных грибов», у которых половая рекомбинация отсутствует или образование совершённых (половых) стадий происходит очень редко.

### Ядерные жизненные циклы
Царство грибов характеризуется разнообразием жизненных циклов и вариантов ядерного статуса (плоидность, количество ядер в клетке, их генетическая разнородность или однородность).
| Число ядер в клетке | одно — монокарион                            | два — дикарион                               | много — мультикарион                         |
| Состав ядер         | генетически однородный — гомокарион          | генетически однородный — гомокарион          | генетически однородный — гомокарион          |
| Состав ядер         | разнородный — гетерокарион                   |                                              |                                              |
| Плоидность          | 1n — гаплоиды 2n — диплоиды >2n — полиплоиды | 1n — гаплоиды 2n — диплоиды >2n — полиплоиды | 1n — гаплоиды 2n — диплоиды >2n — полиплоиды |
| Состав хромосом     | гомозиготы гетерозиготы                      | гомозиготы гетерозиготы                      | гомозиготы гетерозиготы                      |

Ядерный статус определяется комбинацией признаков, представленных в данной таблице. Например, дикарион и мультикарион могут быть гомокарионом или гетерокарионом, ядра в моно- ди- и мультикарионе — иметь различную плоидность, ди- и полиплоидные ядра быть гомозиготными или гетерозиготными.

Схема диплоидного жизненного цикла (Saccharomyces cerevisiae)

У различных таксономических групп грибов выделяют до 7 типов жизненного цикла (по Дж. Рэйперу [Raper]).
1. Бесполый цикл характерен для нескольких десятков тысяч видов аскомицетов и базидиомицетов, утративших половую стадию — так называемых дейтеромицетов. Мейоз у этой группы отсутствует и плоидность неизвестна, рекомбинации происходят в парасексуальном цикле.
2. Гаплоидный цикл известен у зигомицетов, многих хитридиомицетов. Мицелий содержит множество гаплоидных ядер (мультикариотический мицелий), которые делятся митотически по мере роста гиф. Диплоидная стадия представлена только зиготой (зигоспорой), которая после периода покоя делится мейотически и даёт начало новому гаплоидному поколению.
3. Гаплоидный цикл с ограниченным дикарионом характерен для большинства аскомицетов, мицелий их также чаще всего бывает гаплоидный мультикариотический. Гаметы или гаметангии вначале сливаются цитоплазмами (происходит плазмогамия) без слияния ядер (кариогамии) и прорастают дикариотическими гифами, называемыми также аскогенными. На концах аскогенных гиф формируются сумки, в которых происходит кариогамия, затем без периода покоя диплоидное ядро делится мейозом и даёт гаплоидные аскоспоры. Скрытая изменчивость у этих грибов отсутствует, так как все рецессивные мутации сразу проявляются в фенотипе.
4. Гаплоидно-дикариотический (гапло-дикариотический) цикл встречается у многих базидиомицетов — гименомицетов, гастеромицетов, ржавчинных грибов. Он сходен с предыдущим, но характеризуется длительной стадией дикариона, которая чаще всего бывает доминирующей. Стадия первичного гаплоидного мицелия также может быть длительной.
5. Дикариотический цикл характерен для ограниченной группы базидиомицетов — головнёвых грибов. Гаплоидная фаза у них представлена базидиоспорами и прорастающими из них одноядерными споридиями, которые способны расти на питательной среде. Сливаясь попарно, споридии формируют дикариотический мицелий.
6. Гаплоидно-диплоидный (гапло-диплоидный) цикл встречается у низших водных грибов — бластокладиевых, хитридиомицетов. Диплоидный спорофит образует зооспоры, прорастающие в такие же диплоидные спорофиты (бесполое размножение) и мейоспорангии, дающие начало гаплоидному половому поколению — гаметофитам. Такой тип жизненного цикла характерен для многих водорослей, а у грибов встречается редко.
7. Диплоидный цикл известен у дрожжей Saccharomyces cerevisiae и других сахаромицетов, кроме настоящих грибов характерен также для оомицетов, например, Phytophthora infestans. Преобладает диплоидная стадия почкующихся клеток, ядра которых в определённых условиях (например, истощение питательной среды) делятся мейозом и формируют гаплоидные аскоспоры. Клетки гаплоидного поколения также способны почковаться, но чаще диплоидизируются слиянием (спариванием), то есть выполняют функцию гамет. Рецессивные мутации у этих грибов, как и у высших эукариот, могут сохраняться скрыто и появляться в потомстве после рекомбинаций[35][36].

### Гетерокариоз и вегетативная несовместимость
Одна из характерных особенностей грибов — явление гетерокариоза, то есть наличие в одной клетке (или несептированном мицелии) двух и более генетически разнородных ядер. Это обусловлено 1) возможностью наличия в клетке более, чем одного ядра (ди- и мультикариотичность); 2) возможностью миграции ядер между клетками и 3) возможностью обмена ядрами через анастомозы гиф, принадлежащих разным штаммам. Гетерокариотическое состояние может возникать и в результате мутаций ядер исходного гомокариона. Выделяют два основных типа гетерокариоза (по Р. Пухалла):
- тип Neurospora — клетки мультикариотичны, ядра свободно мигрируют внутри них и между ними;
- тип Verticillum — клетки в норме монокариотичны, ядра не мигрируют между клетками, в результате образуются мозаичные колонии.

Гетерокариоз выполняет у гаплоидных организмов ту же функцию, что и гетерозиготность у диплоидных: маскировку рецессивных признаков доминантными. Однако, если у диплоидов соотношение аллелей всегда постоянно и равно 1:1 (у полиплоидов может быть иное), то при гетерокариозе это соотношение может легко варьировать путём изменения количества ядер в клетке и позволяет быстро адаптироваться к изменениям внешней среды.

по Р. Станиеру:

Гетерокариоз — гибкий механизм физиологической адаптации, суть которого заключается в количественных изменениях качественно фиксированного множественного генома.
— (цит. по «Ботанике» Беляковой и соавт.)
Широко распространено у различных таксономических групп грибов явление вегетативной, или гетрокарионной несовместимости — невозможности слияния мицелиев определённых штаммов, что препятствует образованию гетерокарионов. Несовместимость проявляется в том, что анастомозы не образуются или гифы погибают после слияния, в последнем случае на границе контакта между двумя колониями образуется полоса из вакуолизированных отмерших клеток — барраж. По механизму генного контроля вегетативная несовместимость является противоположной половой совместимости, для которой необходимо наличие гетероаллельности по генам совместимости. Вегетативная несовместимость, напротив, проявляется, если штаммы имеют различные гены, отвечающие за совместимость, поэтому немецкий генетик К. Эссер назвал вегетативную несовместимость гетерогенной, а половую — гомогенной. Гены, отвечающие за гетерокарионную совместимость называют het-генами. Природные штаммы часто различаются по нескольким het-генам, в результате чего может существовать большое число (десятки) взаимно несовместимых групп.
Предполагается, что вегетативная несовместимость выполняет важную экологическую роль — защищает колонии от заражения через анастомозы плазмидами и вирусами.

## Питание
Все грибы являются гетеротрофными организмами. Минеральные вещества гриб способен усваивать из окружающей среды, однако органические он должен получать в готовом виде. В зависимости от потребности в веществах, тот или иной вид грибов заселяет определённый субстрат. Грибы не способны усваивать крупные частички пищи, поэтому всасывают исключительно жидкие вещества через всю поверхность тела, при этом огромная площадь поверхности мицелия оказывается весьма выгодной. Также грибы могут питаться, паразитируя на животных (как например кордицепс однобокий или аспергилл паразитический) и растениях (как например спорынья или целый порядок грибов — эрезифовые) и разлагая мёртвую биомассу (большинство известных грибов), выступая в качестве редуцентов или паразитов.

### Внешнее пищеварение у грибов
Для грибов характерно внешнее пищеварение, то есть сначала в окружающую среду, содержащую пищевые вещества, выделяются ферменты, которые вне организма расщепляют полимеры до легкоусваиваемых мономеров, которые всасываются в цитоплазму. Некоторые грибы способны выделять все основные типы пищеварительных ферментов — протеазы, расщепляющие белки; липазы, расщепляющие жиры; карбогидразы, расщепляющие полисахариды, поэтому они способны поселяться практически на любом субстрате. Другие грибы выделяют лишь определённые классы ферментов и заселяют субстрат, содержащий соответствующие вещества.

## Размножение
Большинство грибов способно к вегетативному, собственно бесполому и половому размножению. В отличие от довольно однообразного вегетативного строения грибов, формы их размножения очень разнообразны (на них основана классификация царства). Характерен плеоморфизм — наличие одновременно нескольких видов спороношений, например, бесполого и полового.

### Вегетативное размножение
- Частями мицелия.
- Специализированными образованиями: артроспорами (оидиями) с тонкими стенками или хламидиоспорами с толстыми, образуются они, с некоторыми отличиями, при распаде мицелия на части, а затем дают начало новому.
- Почкование гиф или отдельных клеток (например, у дрожжей). Также почкуются аскоспоры у сумчатых и базидиоспоры у головнёвых. Образующиеся почки постепенно отделяются, растут и со временем сами начинают почковаться.

### Бесполое размножение

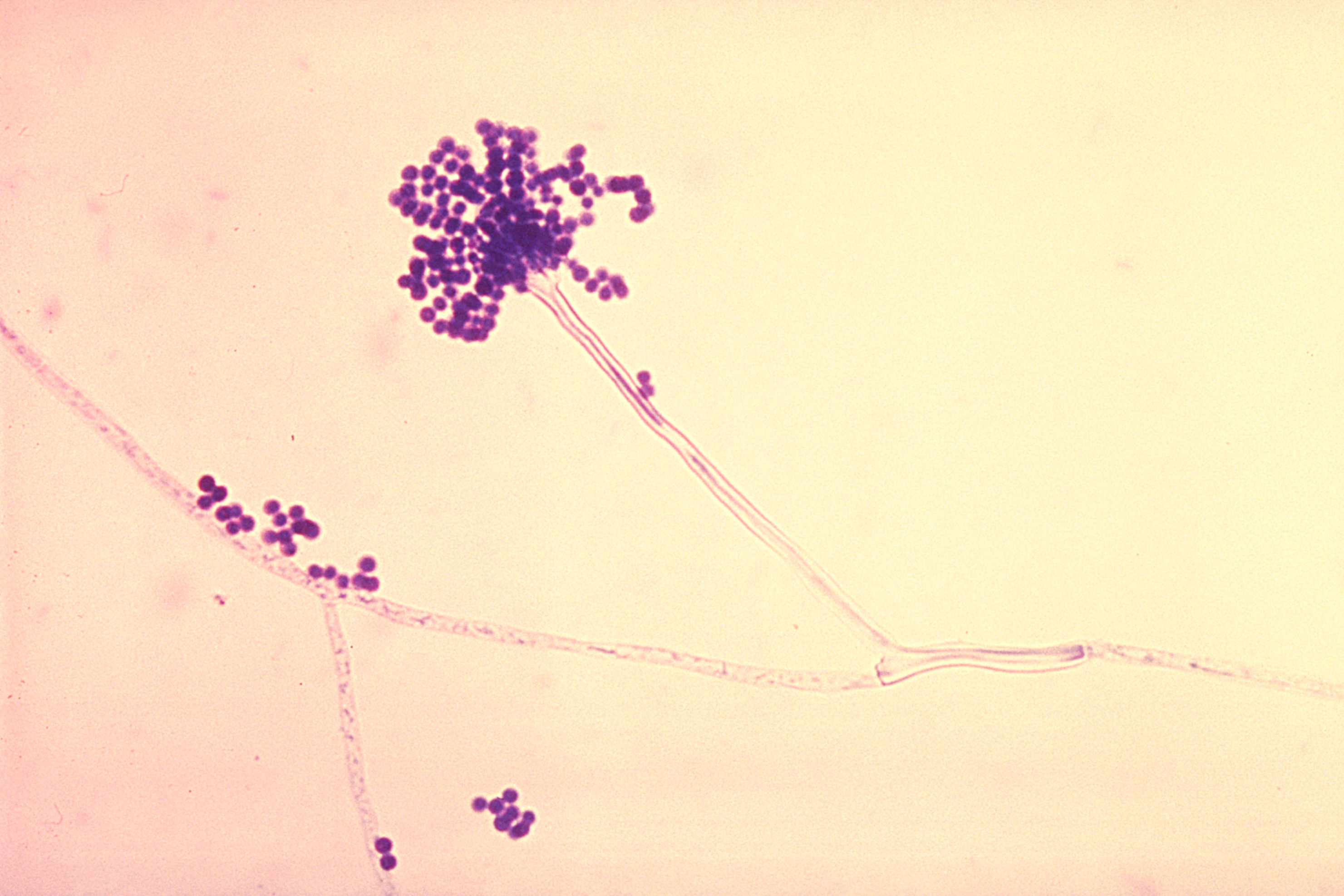
Конидии на конидиеносце у Aspergillus fumigatus

Собственно бесполое размножение идёт посредством спор. В зависимости от способа образования различают эндогенные и экзогенные споры.
- Эндогенные споры (спорангиоспоры) характерны для низших грибов. Образуются внутри особых клеток, называемых спорангиями.
- Экзогенные споры обычно называют конидиями (от др.-греч. κονία — пыль, εἶδος — вид), они имеются у высших и у некоторых низших грибов. Образуются на вершинах или сбоку специальных гиф — конидиеносцев, ориентированных вертикально, которые могут быть простыми или разветвлёнными. Покрыты плотной оболочкой, поэтому довольно устойчивы, но неподвижны. Могут подхватываться воздушными потоками или животными и переноситься на значительные расстояния. При прорастании дают ростовую трубку, а затем гифы.

У трубчатых и пластинчатых грибов споры формируются на стенках пластинок и трубочек.
У хитридиомицетов бесполое размножение идёт посредством зооспор, подвижных за счёт жгутиков. Развиваются они в зооспорангиях.

### Половое размножение
Для низших грибов свойственно слияние гаплоидных гамет путём изогамии, анизогамии (гетерогамии) или оогамии. В случае оогамии развиваются половые органы — оогонии (женские) и антеридии (мужские). При оплодотворении происходит образование ооспоры — это зигота, которая покрывается толстой оболочкой, некоторое время проводит в состоянии покоя, после чего прорастает.
У зигомицетов (зигогамия) сливаются только клетки, расположенные на различных типах мицелия, обозначаемых как «+» или «-», причём внешнее строение у них одинаковое, но в пределах своих групп половой процесс невозможен. Такие грибы называются гетероталличными, а те, которые имеют только один тип мицелия — гомоталличными. Разные типы мицелия у гетероталличных грибов не следует связывать с каким-либо полом, то есть называть их мужскими или женскими.
У аскомицетов сливаются не отдельные клетки, а половые органы (гаметангиогамия): отросток мужского антеридия оплодотворяет женский архикарп, состоящий из трихогины и аскогона. Содержимое антеридия по трихогине переливается в аскогон. Оплодотворение также может осуществляться с помощью мелких клеток спермаций, такой процесс называется сперматизацией. Ядра при этом соединяются, но не сливаются — образуется дикарион. Аскогон даёт выросты — аскогенные гифы, на концах которых, после слияния ядер (кариогамии) образуются сумки (аски), а в них аскоспоры после мейоза. Сумки заключаются в плодовые тела (клейстотеции, перитеции, апотеции или псевдотеции). Процесс может идти по-другому, но его итогом всегда бывает образование сумок.

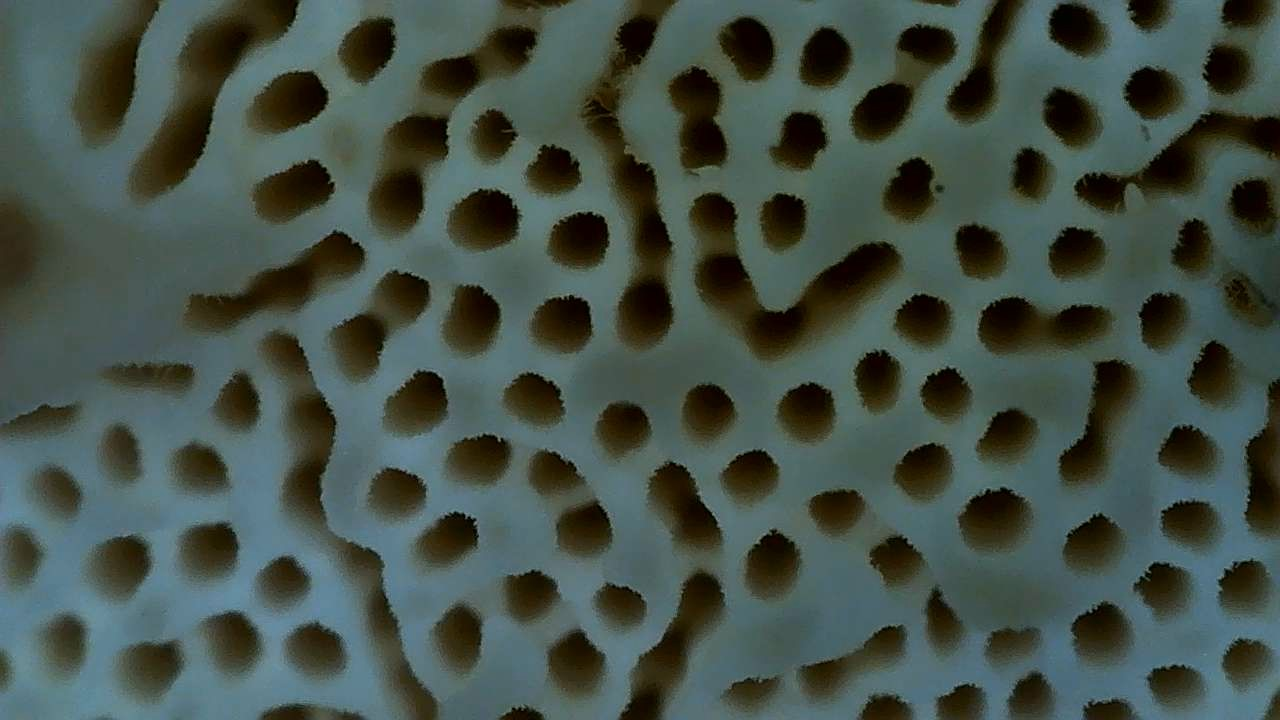
Трубчатый гимений трутового гриба с базидиоспорами по краям трубчатых проходов

У базидиальных грибов половой процесс представляет собой слияние участков вегетативных гиф — соматогамию, в результате образуются базидии с базидиоспорами (две «+» и две «-»). Эти гаплоидные споры дают начало гаплоидному короткоживущему мицелию. Два гаплоидных мицелия, сливаясь, дают начало дикариотическому мицелию, на котором вновь образуются базидии.
Грибы, у которых половой процесс не обнаружен, относят к группе дейтеромицетов. Это объединение во многом является искусственным, и по мере обнаружения у того или иного вида полового процесса их относят к определённой систематической группе.
- Размножение зигомицетов
- Размножение аскомицетов
- Размножение базидиомицетов

## Классификация
Общепринятой классификации грибов в настоящее время не существует, поэтому приведённые в литературе либо иных источниках сведения могут существенно различаться у разных авторов. За основу классификации берётся чаще всего способ размножения (см. выше).
- Хитридиомицеты (Chytridiomycota) — гаплоидный многоядерный синцитий (плазмодий), клеточная стенка отсутствует, вегетативное размножение не обнаружено, одножгутиковые зооспоры, полового спороношения нет, гаметы подвижны, изо- или гетерогамия, все представители паразиты.
- Зигомицеты (Zygomycota) — гаплоидный синцитий (иногда с небольшим количеством перегородок), у наиболее примитивных в виде голого комочка протоплазмы — амёбоида или в виде одной клетки с ризоидами, помимо хитина в клеточной стенке много пектина, способность к почкованию, бесполое размножение спорангиоспорами, зигогамия.
- Аскомицеты (Ascomycota) или Сумчатые грибы — хорошо развитый многоклеточный гаплоидный мицелий, способность к почкованию и образованию склероций, конидии, гаметангиогамия с образованием сумок с аскоспорами. Аскомицеты представляют собой одну из самых многочисленных групп грибов — более 32000 видов (~30 % всех известных науке видов грибов). Их отличает огромное разнообразие — от микроскопических почкующихся форм до обладающих очень крупными плодовыми телами грибов.
- Базидиомицеты (Basidiomycota) — многоклеточный, как правило дикариотический мицелий, могут образовывать хламидоспоры, соматогамия или автогамия с образованием базидий с базидиоспорами. Группа включает подавляющее большинство грибов, употребляемых человеком в пищу, а также ядовитых грибов и многих паразитов культурных и диких растений. Всего насчитывается свыше 30000 видов.
- Дейтеромицеты (Deuteromycota) или несовершенные грибы (Anamorphic fungi) — в эту гетерогенную группу объединены все грибы с развитым мицелием, размножающиеся частями мицелия и конидиями и с неизвестным до настоящего времени половым процессом. Насчитывается около 30000 видов.

Аско-, базидио- и дейтеромицеты объединяют в группу Высшие грибы (Dikarya).
В 2000-х годах несколько таксонов зиго- и хитридиомицетов были выделены в самостоятельные отделы:
- Blastocladiomycota;
- Glomeromycota;
- Neocallimastigomycota,

Положение ещё одного отдела не ясно: он либо относится к грибам, либо к их сестринской группе Opisthosporidia, хотя ранее его относили к простейшим (Protozoa):
- ? Микроспоридии (Microspora).

Данные группы объединяют клеточная стенка из хитина, строение внутриклеточных структур и другое.

## Происхождение и эволюция
Данные палеомикологии являются необходимыми для понимания эволюции царства грибов и реконструкции филогенеза крупных таксонов. Длительное время, однако, при построении филогенетических систем они недооценивались или вовсе игнорировались, что авторы объясняли скудностью ископаемых материалов и беднотой палеонтологической летописи грибов по сравнению с другими макротаксонами живого мира. К тому же, точная идентификация таксономической принадлежности ископаемых остатков часто затруднена, поскольку в окаменелостях находят обычно вегетативные структуры грибов, а половые, позволяющие определить принадлежность к отделу, отсутствуют. Также есть вероятность принять за грибы остатки других организмов, главным образом водорослей или протистов и даже деревьев. Например, наиболее древним трутовым грибом считался описанный в 1958 году образец, получивший название Phellinites digiustoi и только почти через 40 лет было проведено исследование, показавшее что образцы являются окаменевшей корой дерева, предположительно из рода араукария (Araucaria).
В окаменелостях докембрия обнаруживаются микроскопические структуры, которые часто трактуются как остатки грибов. Микрофоссилии из строматолитов возрастом 1,3 млрд лет сходны с дрожжевыми и мукоровыми грибами; в 1969 году были обнаружены продолговатые структуры возрастом 0,9—1,05 млрд лет, сходные с сумками аскомицетов; сообщалось даже о находках дрожжеподобных клеток в известняках возрастом 3,4—3,8 млрд лет. Против атрибуции докембрийских организмов как грибов высказываются аргументированные возражения и при повторных исследованиях их относят к протистам, актиномицетам, цианобактериям или выясняется, что они являются артефактами — абиогенными структурами или занесёнными в образец спорами современных грибов. Достоверно первые гифоподобные структуры, обладающие апикальным ростом, обнаружены в позднем докембрии: в неопротерозойских отложениях возрастом около 600 млн лет в ассоциациях с моллюсками; тот же возраст имеют трубчатые структуры и тёмноокрашенные клетки, обнаруженные в Намибии и Китае и интерпретируемые как остатки лишайников; в отложениях эдиакария из Ньюфаундленда известны многоклеточные или многоядерные неподвижные организмы, обитавшие в океане ниже световой зоны и относимые некоторыми исследователями к грибам.
В раннем палеозое (ордовик) обнаруживаются грибы или грибоподобные организмы, ассоциированные с мшанками, к этому же периоду относятся остатки гиф, спор и эндомикоризы, найденные в Северной Америке (Висконсин) и описанные в 2002 году как вид Palaeoglomus grayi, близкий к современному порядку Гломовые (Glomerales). Возраст этого гриба составляет 460 млн лет и примерно соответствует появлению первых наземных растений.
В силуре, одновременно с активным освоением суши растениями, происходит увеличение разнообразия грибов. Обнаружены формы, ассоциированные с морскими беспозвоночными; в 1970-х годах на острове Готланд (Швеция) обнаружены споры и фрагменты мицелия возрастом более 400 млн лет, относимые к аскомицетам. Последняя находка представляет особый интерес, поскольку прежде остатки аскомицетов были известны не ранее мелового периода, а шкала «молекулярных часов» М. Берби и Дж. Тейлора предполагает появление их на 120 млн лет позже, то есть в карбоне. Берби и Тейлор объясняют противоречие тем, что силурийские образцы могли быть заражены спорами современных грибов, либо эти остатки представляют гипотетическую группу «преаскомицетов», значительно отличавшихся от современных грибов.
К силуру и девону относятся находки крупнейших наземных организмов того времени — прототакситов. Прототакситы, открытые в середине XIX века, представляют собой ещё не решённую загадку — их не могут достоверно отнести к какому-либо царству живой природы. Согласно одной из гипотез, они являлись гигантскими плодовыми телами базидиомицетов.
Для девона становится характерным наличие окаменелых микоризных грибов, также в образцах встречается древесина, поражённая гнилью и содержащая гифы ксилотрофных грибов, известны хорошо сохранившиеся остатки хитридиомицетов, в частности, паразитов харовых водорослей. В залежах кремнистых пород в Абердине (Шотландия), известных как «райниевые черты», Р. Кидстоном и У. Лэнгом в 1921 году были описаны 15 форм грибов, обитавших в подземных частях раннедевонских риниофитов, эти формы были включены в сборный род Palaeomyces. Возраст этих грибов оценивается в 380 млн лет. Кидстон и Лэнг заметили, что по наличию везикул, признакам спор и несептированного мицелия они близки к современным микоризообразователям с псилотовыми, считающимися наиболее близкими к риниофитам, позднее также отмечалась схожесть их с грибами рода Гломус (Glomus) (Pirozynski, Taylor и др.). В 1995 году в соответствиями с правилами МКБН возбудитель эндомикоризы из райниевых чертов получил название Glomites. В конце XX века в материалах райниевых чертов была обнаружена сходная с современной арбускулярная эндомикориза, на подземных частях растения Aglaophyton major. Ранее считалось, что арбускулы не встречаются в отложениях, старше триасовых. В нижнедевонских отложениях из Сибири В. А. Красиловым на кутикуле растения Orestovia devonica обнаружены структуры, интерпретированные как плодовые тела аскомицетов (тириотеции), содержащие угловатые сумки и гифы с аскогенными крючками, наподобие современных аскомицетов. Предполагается близость этого гриба с порядком Microthyriales. В 1999 году Тейлором описан гриб из райниевых чертов, ставший известным как «самый ранний аскомицет». Под запирающими клетками устьиц растения Asteroxylon обнаружены шаровидные с удлинённой шейкой плодовые тела (перитеции) размером около 400 мкм, состоящие из двух слоёв гиф. Внутри находятся однослойные сумки длиной до 50 мкм и стерильные гифы (парафизы). Аскоспоры продолговатые, длиной 5 мкм, некоторые из них двуклеточные, в одной сумке — 16 или 32 споры. Эта находка чётко показывает, что предсказанная геносистематикой датировка происхождения аскомицетов оказалась заниженной на 80—100 млн лет. В райниевых чертах найдены и наиболее ранние достоверные окаменелости лишайника, описанного в 1997 году как род Winfrenatia. По признакам вегетативных структур гриб этого лишайника близок к зигомицетам, а фотобионтами выступали цианобактерии. О наличии в верхнем девоне базидиомицетов свидетельствуют находки септированных гиф с пряжками в окаменевшей древесине археоптериса.
В окаменелостях каменноугольного периода встречаются разнообразные споры, гифы с пряжками, плодовые тела закрытого типа, сходные с клейстотециями аскомицетов, хитридиомицеты. Из грибов, сходных с базидиомицетами, наиболее полно описан Palaeancistrus martinii из трахеид папоротника Zygopteris.
В каменноугольном, пермском и триасовом периодах неизвестны окаменелости лишайников, многочисленные остатки аскомицетов также встречаются только с середины мелового периода. Однако находки представителей этих групп грибов в девонских чертах указывают на то, что они должны были существовать и в эти геологические периоды. Из триасовых отложений известны немногочисленные по местам находок, но разнообразные остатки грибов: плодовые тела, сходные с клейстотециями и перитециями аскомицетов, гифы с пряжками, ассоциированные с гнилью древесины, арбускулярная эндомикориза.
Начиная с юры ископаемые грибы становятся очень похожими на современные формы. Для этого периода характерно появление эктомикоризы.
В отложениях из верхнего мелового периода обнаружен гриб Palaeosclerotium pusillum, имеющий признаки как базидиомицетов, так и аскомицетов. О его таксономической принадлежности ведутся дискуссии. В 1994 году в туронских отложениях среднего мела (90—94 млн лет назад) найден агариковый (шляпочный) гриб Archaeomarasmius leggetti, а в 2007 году в янтаре из нижнемеловых отложений альбского яруса Мьянмы (возраст около 100 млн лет) обнаружен ещё один шляпочный гриб Palaeoagaracites antiquus. На грибе из Мьянмы присутствует паразитический грибок, на котором, в свою очередь, имеются признаки гриба-гиперпаразита. В альбских янтарях Мьянмы найден и древнейший представитель группы афиллофоральных грибов, близкий к семейству Clavariaceae — Palaeoclavaria burmitis. Древнейший гастеромицет Geastroidea lobata найден в маастрихтских слоях из пустыни Гоби.
Только в кайнозое известны хорошо сохранившиеся остатки лишайников, в янтаре возрастом 20—55 млн лет обнаруживаются образцы, сходные с такими современными родами, как Strigula, Calicium, Haenothecopsis, Anzia. В янтаре хорошо сохранились и шляпочные грибы — Protomycena electra и Coprinites dominicanus из миоценовых отложений с острова Гаити (Доминиканская республика). Во многих местностях в осадочных породах и янтаре обнаруживаются споры и другие остатки ржавчинных и головнёвых грибов, дейтеромицетов. Точная идентификация последних, однако, часто затруднена из-за недостатка морфологических признаков.

## Роль в биоценозе
Грибы могут жить в различных средах — в почве, лесной подстилке, в воде, на разлагающихся и живых организмах. В зависимости от способа потребления органических веществ бывают:
- Симбионты вступают во взаимовыгодные отношения с растениями в форме микоризы. При этом гриб получает от растения необходимые ему органические соединения (главным образом углеводы и аминокислоты), в свою очередь, снабжая растения неорганическими веществами. Характерными представителями группы микоризообразующих грибов являются базидиомицеты из семейств Болетовые (Boletaceae) и Аманитовые (Amanitaceae) (бо́льшая часть видов).
- Хозяевами паразитических грибов чаще всего являются высшие растения, но ими могут быть и животные, а также грибы других видов. Для высасывания веществ из клетки хозяина на гифах паразитических грибов часто образуются гаустории, которые представляют собой боковые ответвления гифы, проникающие внутрь клетки хозяина. Паразиты проникают в тело хозяина через мелкие повреждения в его покровах, паразиты растений для этого используют естественные отверстия в эпидерме — устьица. В ходе роста гриб выделяет ферменты, разрушающие срединные пластинки между растительными клетками (пектиназы), в результате чего ткани размягчаются. Некоторые паразиты ограничиваются тем, что постепенно высасывают вещества из хозяина, но не приводят его к гибели, другие же выделяют ферменты, расщепляющие целлюлозу клеточной стенки, что приводит к гибели клетки-хозяина, после чего паразит питается органическими остатками хозяина. Некоторые грибы становятся паразитами только в определённых случаях. Например, известны виды, являющиеся сапротрофными, но при этом способные поселяться на ослабленных организмах (обычно высших растениях), переходя на паразитический образ жизни. Когда хозяин погибает, они продолжают жить на нём как сапротрофы, поглощая органические вещества того организма, на котором они недавно паразитировали. Грибы, способные вести исключительно паразитический образ жизни, называют облигатными паразитами. Формы, которые способны периодически менять образ жизни с сапротрофного на паразитический, называют факультативными паразитами. При этом облигатные паразиты обычно не приводят к смерти хозяина, поскольку для них это тоже будет губительно, тогда как деятельность факультативных паразитов чаще всего убивает хозяина, но они в дальнейшем могут жить и на мёртвых остатках.Галерина моховая

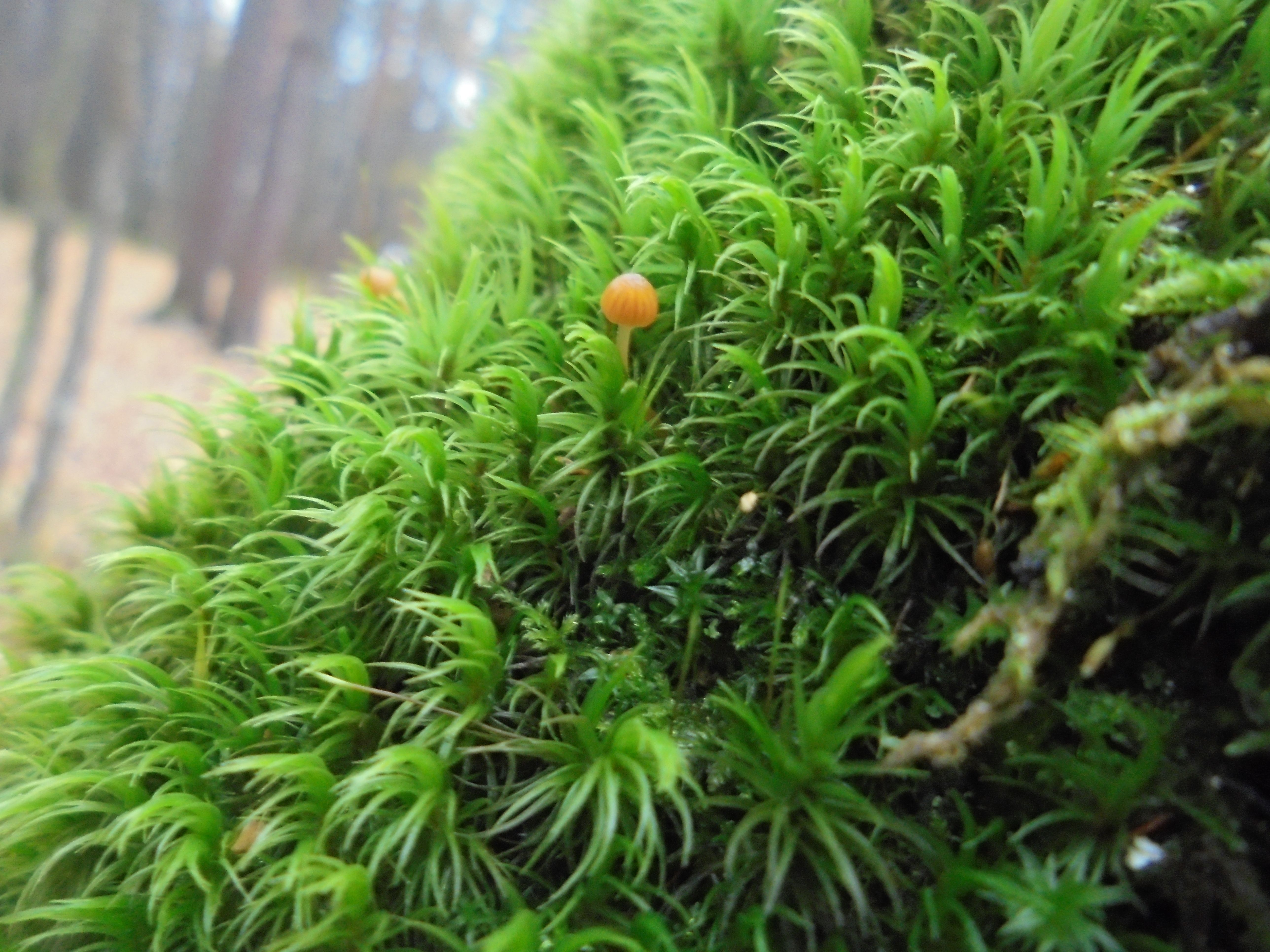
Галерина моховая

- Сапротрофы утилизируют органические фрагменты погибших организмов. Наряду с сапротрофными бактериями составляют блок редуцентов — необходимое звено в трофической цепи любого биоценоза. Примерами таких грибов являются пеницилл, мукор, дрожжи и многие другие виды. Многие сапротрофы способны существовать в полупаразитическом состоянии, например, галерина моховая разлагает мертвые части мхов, однако может и вызывать их гибель.
- Хищные грибы едят почвенных животных, например нематод, могут жить и как сапротрофы.

## Значение для человека

### Пищевое применение

#### Съедобные грибы
Например, сыроежки, белые, грузди и др., после обработки употребляются в пищу. Для пищевых целей грибы выращивают как сельскохозяйственные культуры или собирают в естественных местах произрастания. Собирание грибов, или «грибная охота» является популярным во многих странах видом промысла, активного отдыха или хобби.
В пищевой промышленности находят применение различные микроскопические грибы: многочисленные дрожжевые культуры имеют важное значение для приготовления алкоголя и различных спиртных напитков: вина, водки, пива, кумыса, кефира, а также в хлебопечении. Плесневые культуры с давних пор применяются для изготовления сыров (рокфор, камамбер), а также некоторых вин (херес).
Ввиду того, что в грибах велико содержание хитина, их питательная ценность невелика и они трудно усваиваются организмом. Однако пищевая ценность грибов заключается не столько в их питательности, сколько в высоких ароматических и вкусовых качествах, поэтому их применяют для приправ, заправок, могут быть сушёные, солёные, маринованные грибы, а также грибы в виде порошков.

#### Ядовитые грибы

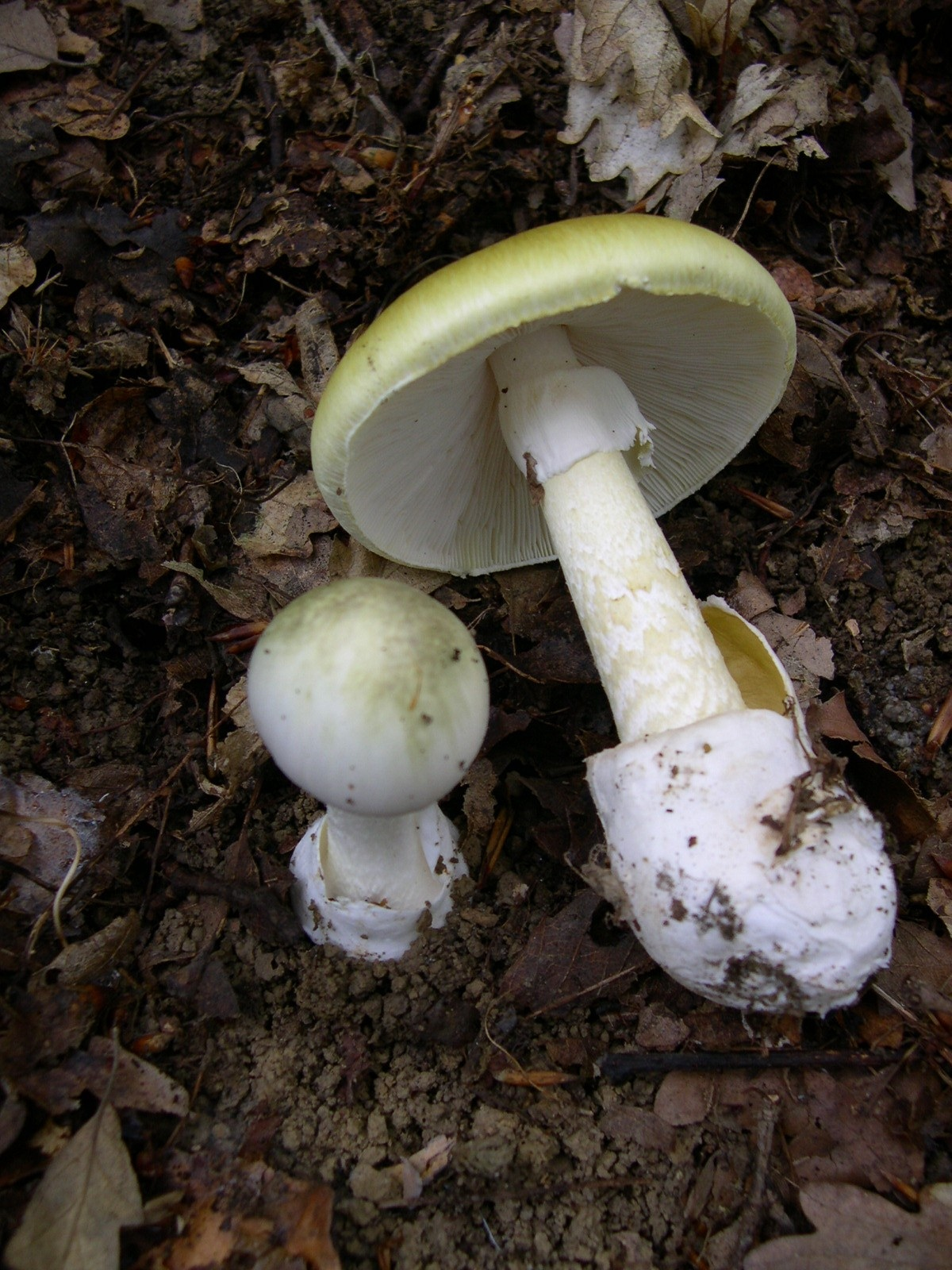
Бледная поганка (Amanita phalloides)

Например, многие мухоморы, обычно не применяются в пищевых целях, однако некоторые люди используют отдельные их виды после специальной обработки (преимущественно многократное вываривание). Однако такая обработка не всегда приводит к желаемому результату, всё зависит от размера дозы и характера поглощённых токсинов, а также от массы человека и его индивидуальной восприимчивости, возраста (в целом для детей грибы гораздо опаснее, нежели для взрослых).

### Применение в медицине
Некоторые виды грибов продуцируют важные вещества (в том числе антибиотики) и антидепрессанты.
Грибы и препараты из них широко применяются в медицине. Например, в восточной медицине используют цельные грибы — рейши (ганодерма), шиитаке, кордицепс и др. В народной медицине используются препараты из белого гриба, весёлки, некоторых трутовиков и др. видов.
В списке официальных препаратов содержатся многочисленные препараты из грибов:
- из чаги, спорыньи;
- вещества, извлечённые из культуральной среды пеницилловых и других грибов (используют при производстве антибиотиков).

### Применение в галлюциногенных целях
Некоторые виды грибов содержат психоактивные вещества и обладают психоделическим эффектом, поэтому у древних народов они применялись в различных обрядах и инициациях, в частности, мухоморы употребляли шаманы некоторых народов Сибири.
Американские индейцы издавна использовали эффекты псилоцибин-содержащих грибов наряду с психоактивными препаратами мескалина из кактусов.

### Применение в качестве пестицидов
Многие грибы способны к взаимодействию с другими организмами посредством своих метаболитов, или прямо инфицируя их. Применение сельскохозяйственных пестицидных препаратов из некоторых таких грибов рассматривается как возможность управлять численностью вредителей сельского хозяйства, таких, как насекомые-вредители, нематоды,  или другие грибы, повреждающие растения. В качестве биопестицидов используют, например, энтомопатогенные грибы (например, препарат Боверин из Beauveria bassiana, другие препараты из Metarhizium anisopliae, Hirsutella, Paecilomyces fumosoroseus и Verticillium lecanii (=Lecanicillium lecanii). Мухомор издавна использовался как инсектицид.

Афлатоксин B1 — микотоксин, чрезвычайно токсичное вещество с сильнейшей гепатоканцерогенной деятельностью, продуцируется микроскопическими плесневыми грибами рода Аспергилл (Aspergillus flavus, Aspergillus parasiticus).

### Техническое применение
Широкое распространение нашло производство лимонной кислоты на основе биотехнологии —
микробиологического синтеза.

### Болезни, вызываемые грибами
Известно много разнообразных патогенных грибов, вызывающих заболевания растений (ежегодно по их вине теряется до 1/3 урожая на корню и при хранении), животных и человека (дерматозы, болезни волос, ногтей, дыхательных и половых путей, заболевания ротовой полости). Кроме того, заражение кормов, которые контаминированы грибами может привести к отравлению животных микотоксинами — микотоксикозам.

### Разрушение деревянных конструкций

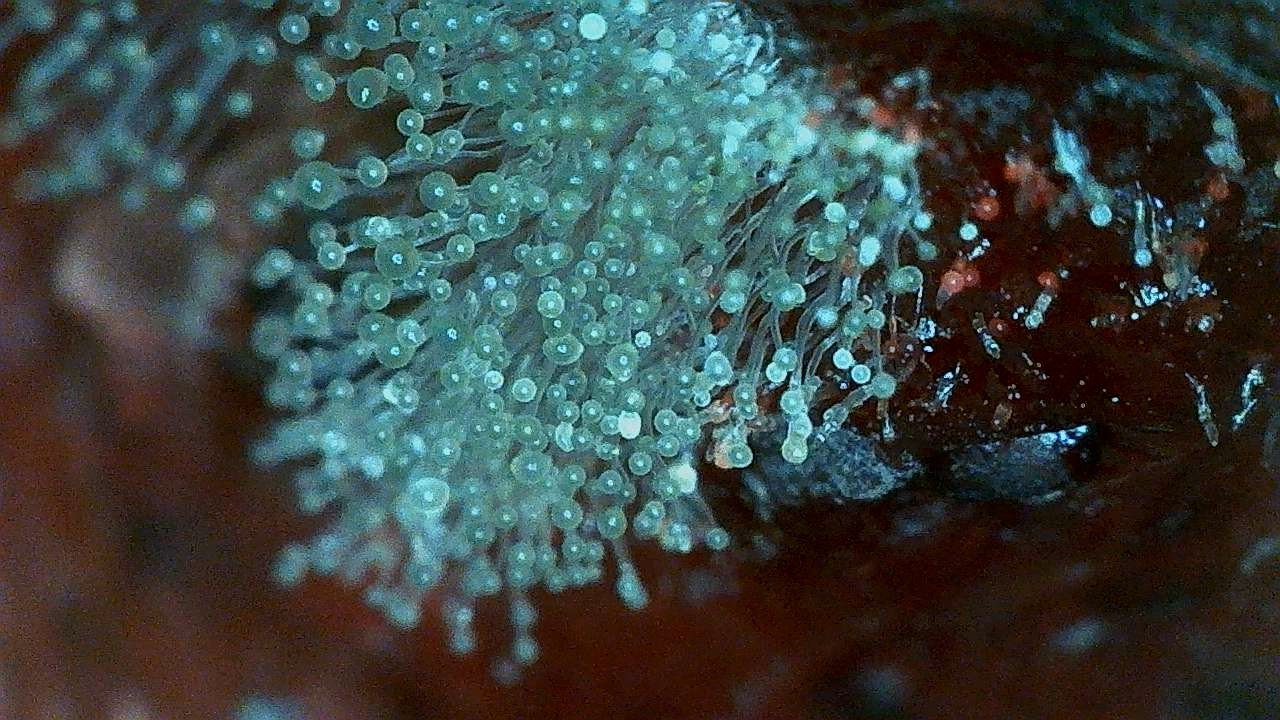
Плесневый гриб, разлагающий клубнику

Грибы-древоразрушители вызывают быструю деструкцию древесных материалов, строений и изделий, поэтому рассматриваются в лесной фитопатологии как патогенные.

### Порча продуктов питания
Многие плесневые грибы являются не только сапротрофами в природе, но и синантропными видами, специализирующимися на разложении хозяйственных продуктов питания. В процессе жизнедеятельности большинство видов синантропных плесневых грибов выделяют микотоксины, в то время как споры или другие структуры размножения этих организмов повышают риск микозов. Порча продуктов плесневыми грибами имеет промышленный масштаб, ежегодно принося огромные убытки для пищевой индустрии.

## Комментарии
1. ↑  Включая бластокладиевых и неокаллигомастиговых, которые были выделены в самостоятельные отделы в 2006 и 2007 годах, соответственно.